# Société Sande

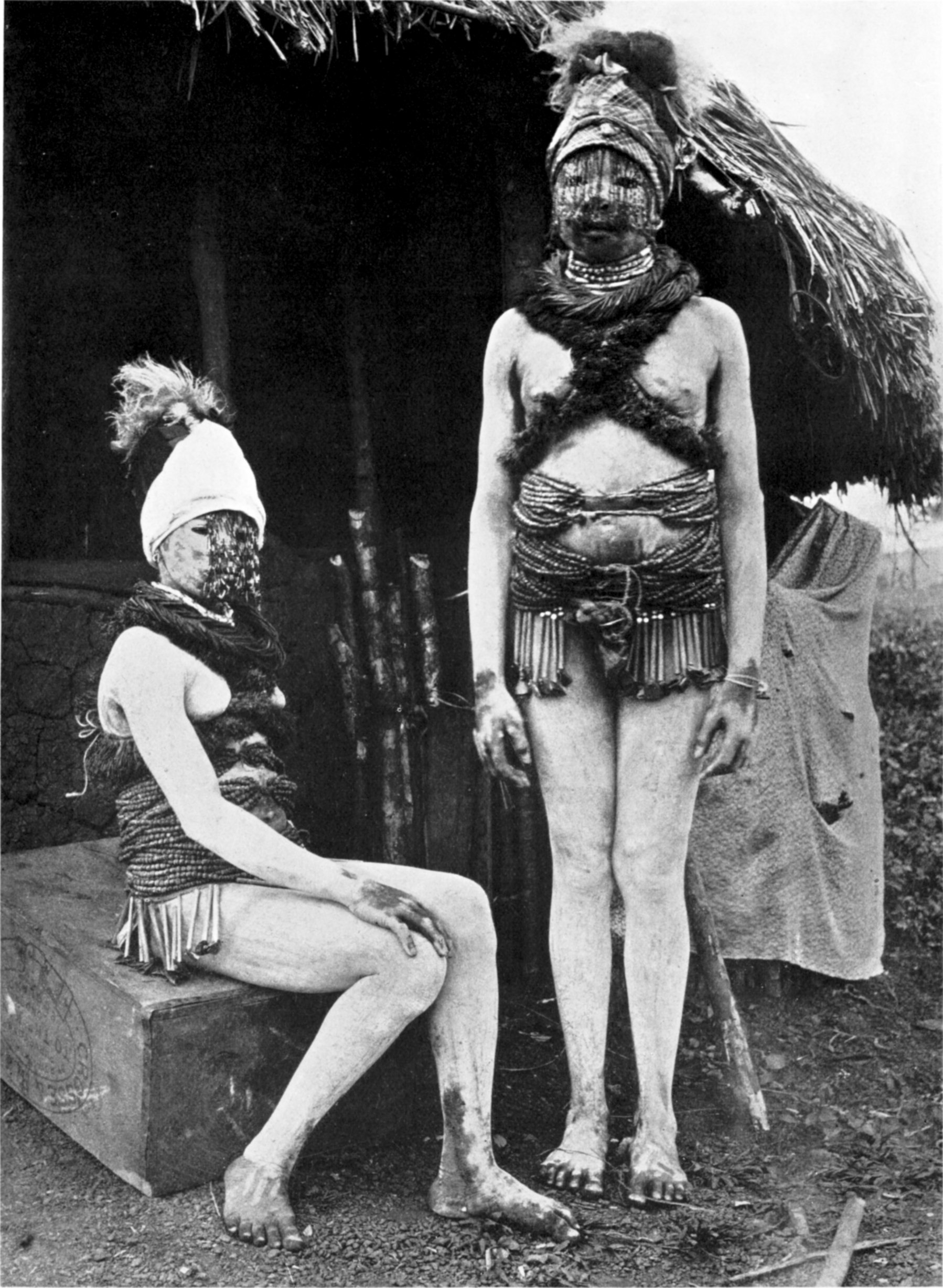
Initiées de la société Sande avec des marques faites d'un mélange d'argile blanche et de graisse animale appelé Hojo ou Wojeh.

La société Sande (ou Sandé), appelé aussi zadegi, bundu, bundo ou bondo, est une société initiatique féminine du Liberia, de la Sierra Leone et de la Côte d'Ivoire. La société Sande initie les jeunes femmes au passage à l'âge adulte par des rituels incluant des mutilations génitales féminines. Ses partisans lui trouvent des prétendues vertus de fertilité, d'incitation à un comportement sexuel adéquat pour le bien de la communauté. La société prend en charge les intérêts sociaux et politiques des femmes, et promeut la solidarité avec le Poro, son pendant masculin.
Les masques en bois de la société Sande sont un rare, voire unique, exemple de masques traditionnels contrôlés uniquement par des femmes, ce qui met en évidence leur position sociale dans cette région.

## Aire géographique

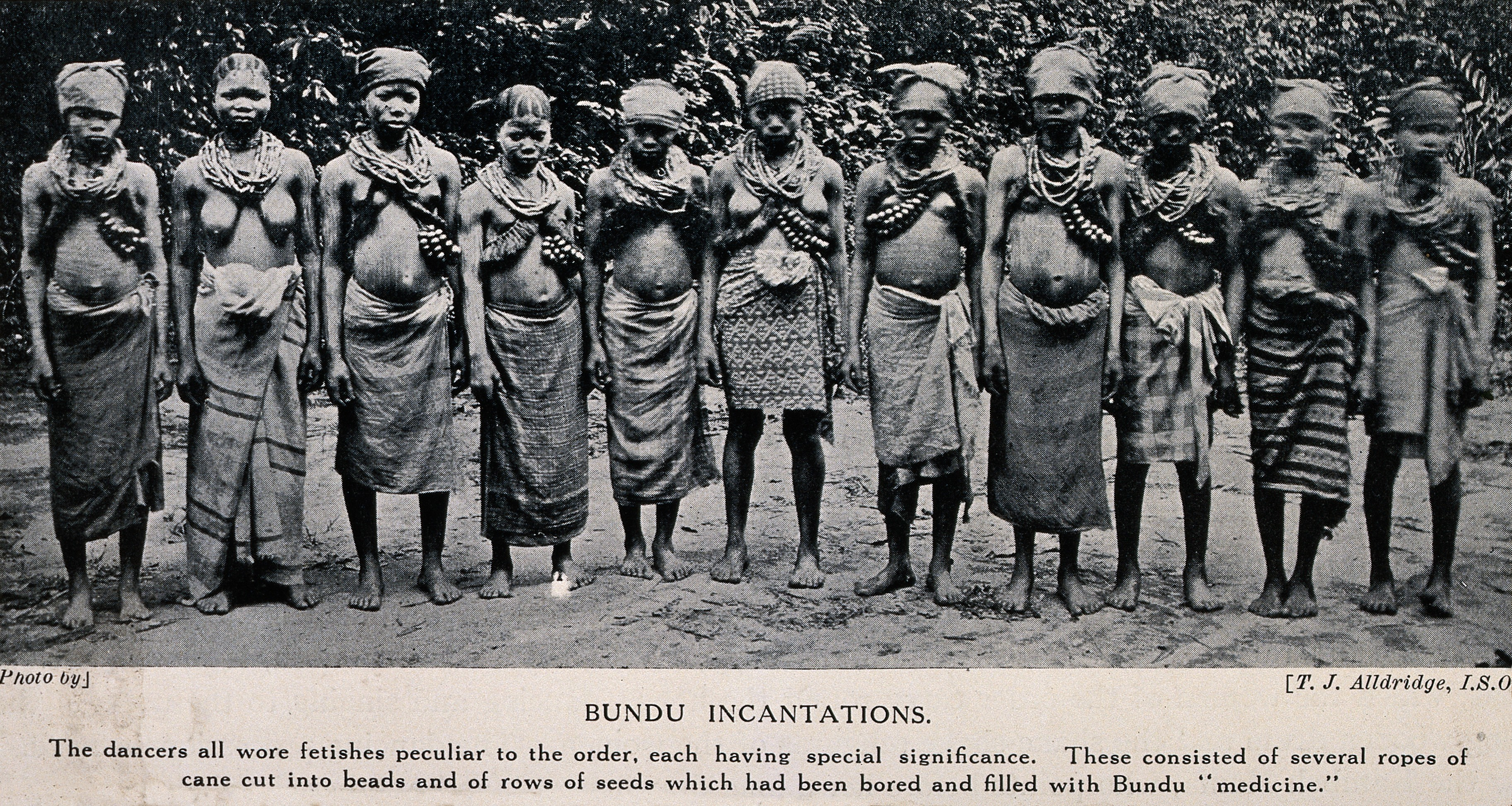
Adolescentes en cours d'initiation, Sierra Leone.
Texte : Les danseuses portent toutes des fétiches spécifiques à l'ordre, chacun ayant une signification particulière. Ils consistent en plusieurs cordes de canne façonnées en perles et de rangées de graines forées et remplies de produits médicinaux Bundu (Sande).

Ma u société Sande se retrouve dans toute la région du centre-ouest atlantique africain, une région diversifiée du point de vue linguistique et ethnique ; elle est circonscrite dans les forêts littorales entre la rivière Scarcies, qui trouve sa source en Guinée et coule en Sierra Leone, et le Cap desi Palmes, au sud du Liberia. Dès 1668, un géographe néerlandais, Olfert Dapper, publie une description de la société sandy, située dans la région du Comté de Grand Cape Mount au Liberia, sur la base d'un témoignage de première main qui date sans doute de 1628,.
Les anthropologues pensent que la société Sande trouve son origine chez les Gola puis s'est répandue dans les zones voisines, de peuplement Mendé et Vai ; d'autres groupes ethniques ont adopté le rituel Sande jusqu'au xxe siècle. Aujourd'hui, l'institution est présente parmi les Bassa, les Gola, les Kissi, les Kpelle, les Loma, les Mano et les Vaï du Liberia, les Kono, les Limba, les Mendé, les Sherbro, les Temnés et les Jalonkés de Sierra Leone ainsi que parmi les populations de ces mêmes groupes établies en Guinée.

## Caractéristiques communes

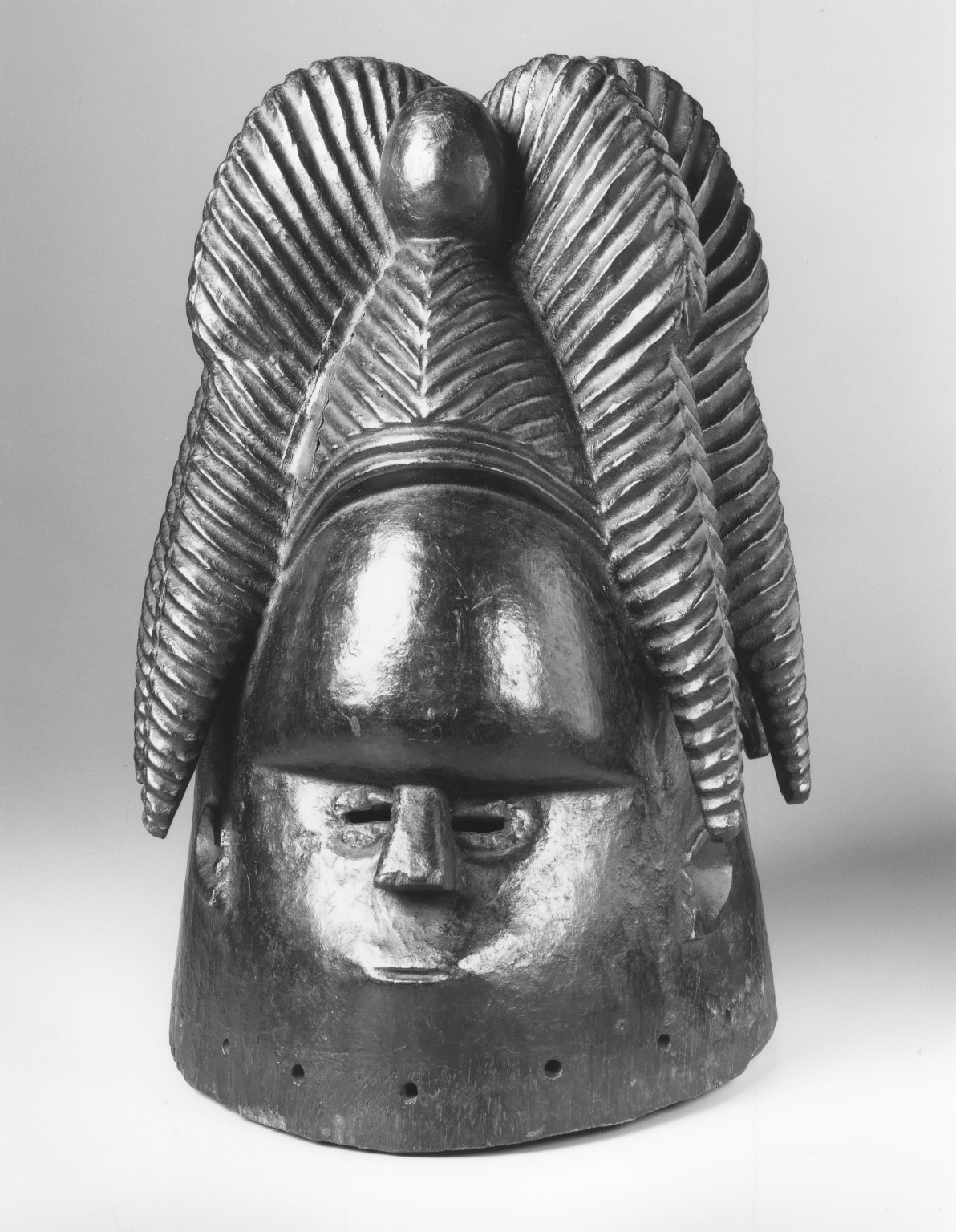
Masque-heaume en bois de la société Sande (début du XXe siècle).

Les caractéristiques communes à toutes ces associations féminines sont :
- initiation de groupe dans des zones isolées en forêt ;
- à la suite de l'initiation, l'usage d'un nom conféré par la société Sande à la place du nom de naissance ;
- un gouvernement, structuré hiérarchiquement, assuré par des femmes ;
- une promesse de secret vis-à-vis des hommes et des femmes non-initiées ;
- des pratiques de mutilations génitales féminines.

Un autre trait caractéristique est le masque-heaume en bois et le costume en fibres de raphia, portés par les dignitaires de la société Sande, caractéristique absente chez les Kono, les Loma et les Mano.

## Variantes régionales
Bien que les anthropologues et les historiens de l'art décrivent parfois la société Sande comme un tout global et pan-ethnique, il existe d'importantes variations locales,. Les groupes ethniques où existe la société Sande pratiquent des langues appartenant à trois familles, les langues mandées, les langues mel et les langues Kwa. Ils peuvent être animistes ou, comme les Mendé, les Vaï et les Jalonkés, avoir une population musulmane significative.
Chez quelques peuples, tels que les Bassa, les Kissi et les Kono, la société masculine correspondante, le Poro, n'est pas présente. Parmi les Dei et les Loma, la société Sande admet régulièrement des hommes (des forgerons en tant que spécialistes des rites) et, chez les Gola, l'esprit représenté par le masque est considéré comme masculin plutôt que féminin. Le symbole par excellence du Sande pour la plupart des groupes ethniques, le masque-heaume, est totalement absent chez les Kpelle, les Kono, les Loma et les Mano.

## Initiation et transformation

### Séquestration et mutilations génitales féminines
Les adolescentes sont initiées en groupe durant la saison sèche, après les récoltes, dans une clairière spécialement aménagée dans la forêt aux alentours de la ville ou du village. L'initiation dure plusieurs semaines ou plusieurs mois, en fonction de critères tels que l'âge, le lignage, le niveau de scolarisation et l'appartenance ethnique.
Dans le passé, les jeunes filles pouvaient rester plus d'un an dans la forêt, période durant laquelle elles cultivaient le riz pour les dignitaires Sande. En plus du travail effectué pour leur compte, les dirigeantes Sande percevaient des pères ou des futurs époux (l'initiation ne peut concerner une femme mariée) une somme substantielle au titre du droit à l'initiation.
Comme le relate Carol MacCormack :

« Peu après leur entrée dans la brousse, les jeunes filles subissent un acte chirurgical d'une femme Bundu à l'occasion duquel le clitoris et une partie des lèvres vaginales sont excisés. C'est une femme, la Majo (Mendé) ou la chef d'un groupe Bundu local qui pratique habituellement cette opération. [Une] femme Bundu m'a dit que l'excision augmentait la possibilité de porter de nombreux enfants. Une Majo, réputée « avoir une main habile » attirera beaucoup d'initiées dans la brousse, améliorant son prestige social dans le processus. Les informateurs disent aussi que cette opération rend les femmes propres. »

— Carol MacCormack, Bundu: Political Implications of Female Solidarity in a Secret Society
Beaucoup de celles qui survivent à cette « chirurgie » auront des complications toute leur vie durant. Outre les organes génitaux mutilés, de nombreuses lacérations sont pratiquées sur la peau et de larges cicatrices marquent à vie les initiées.

### Apprentissages à la suite de l'initiation

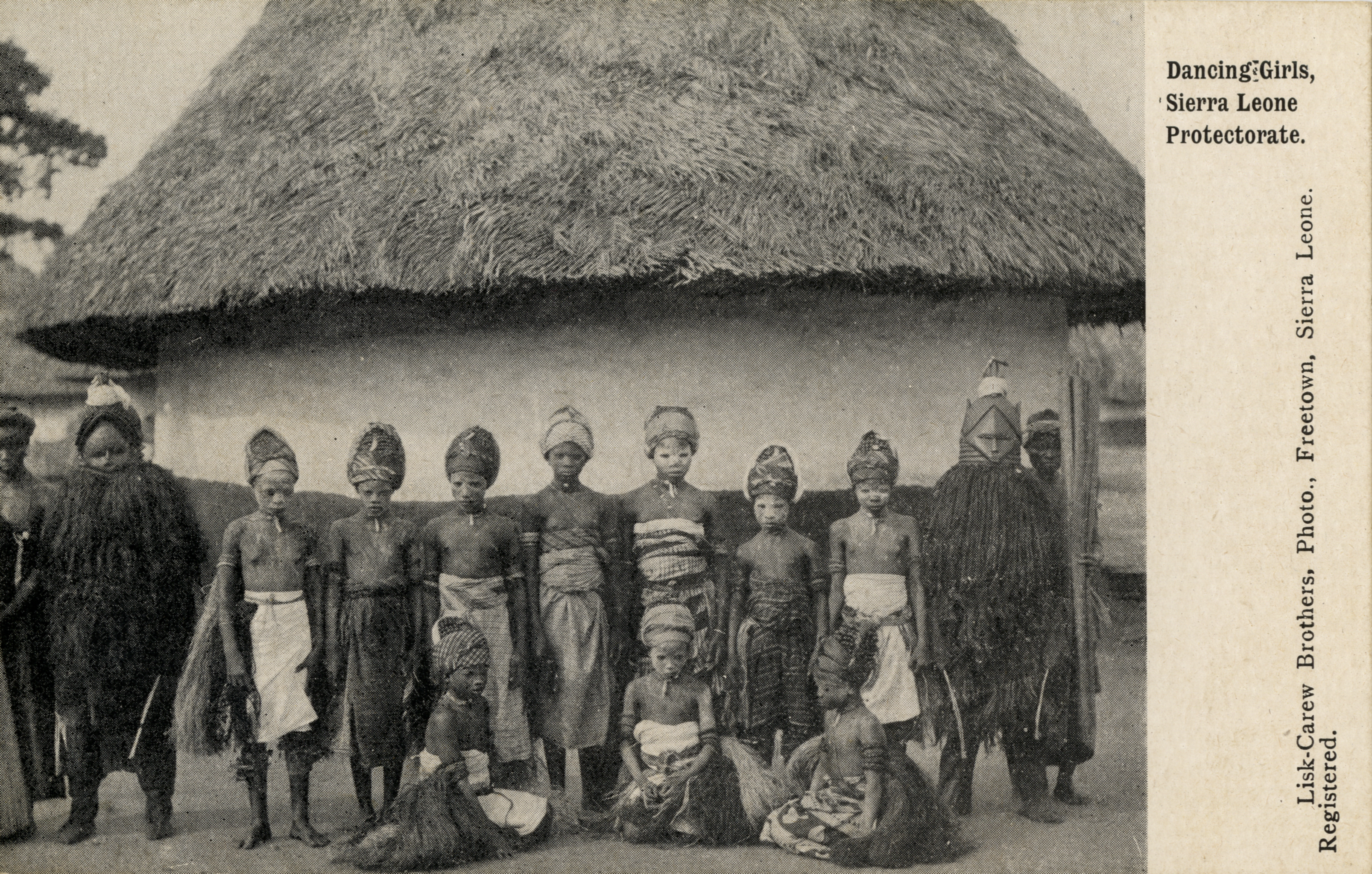
Initiées de la société Sande, Sierra Leone. De chaque côté des jeunes femmes, des femmes masquées, chargées de l'initiation.

Après la cicatrisation de leurs blessures, les jeunes femmes sont instruites en matière de compétences domestiques, d'agriculture, dans le domaine sexuel et dans ceux de la danse et de la médecine. Des compétences spécifiques telles que la teinture des tissus peuvent être enseignées à celles qui auraient démontré des aptitudes particulière ou, d'après certaines sources, aux jeunes femmes de haut lignage. Un anthropologue a suggéré que les jeunes femmes « apprenaient un peu plus que ce qu'elles savaient avant de se rendre en brousse… ou que ce qu'elles auraient appris à ce stade de leur vie si elles n'étaient pas devenues membres d'une société secrète,. »
Dans cette perspective, l'apprentissage est plus symbolique qu'utilitaire ; l'essentiel des apprentissages concernent la soumission à l'autorité et le respect absolu du secret. Une autre source suggère que « l'accent n'est pas mis sur l'apprentissage de nouvelles compétences mais plutôt sur l'apprentissage de nouvelles attitudes vis-à-vis de leur travail. Au lieu d'assumer leur travail en tant que fille, elle anticipent de l'assumer en tant que femme qui devra coopérer avec les co-épouses et les parents de son mari
,. »

### Cohésion de groupe
MacCormack note que le long séjour en forêt et les risques partagés de la « chirurgie » contribuent à fonder un groupe cohésif. Cependant, « Il y a des plaisirs à partager, outre les épreuves, et les jeunes filles vont volontiers à leur lieu d'initiation. La nourriture est abondante puisque l'initiation a lieu en saison sèche, après les récoltes et que la famille de chaque jeune fille est obligée d'envoyer de grandes quantités de nourriture pour elle. Il y a aussi les chants Bundu, les danses et les récits à savourer le soir au coin du feu. Les récits se terminent classiquement sur une leçon de morale en lien avec les lois Bundu, transmises aux vivants par les ancêtres de la société secrète,. »

### Retour à la communauté

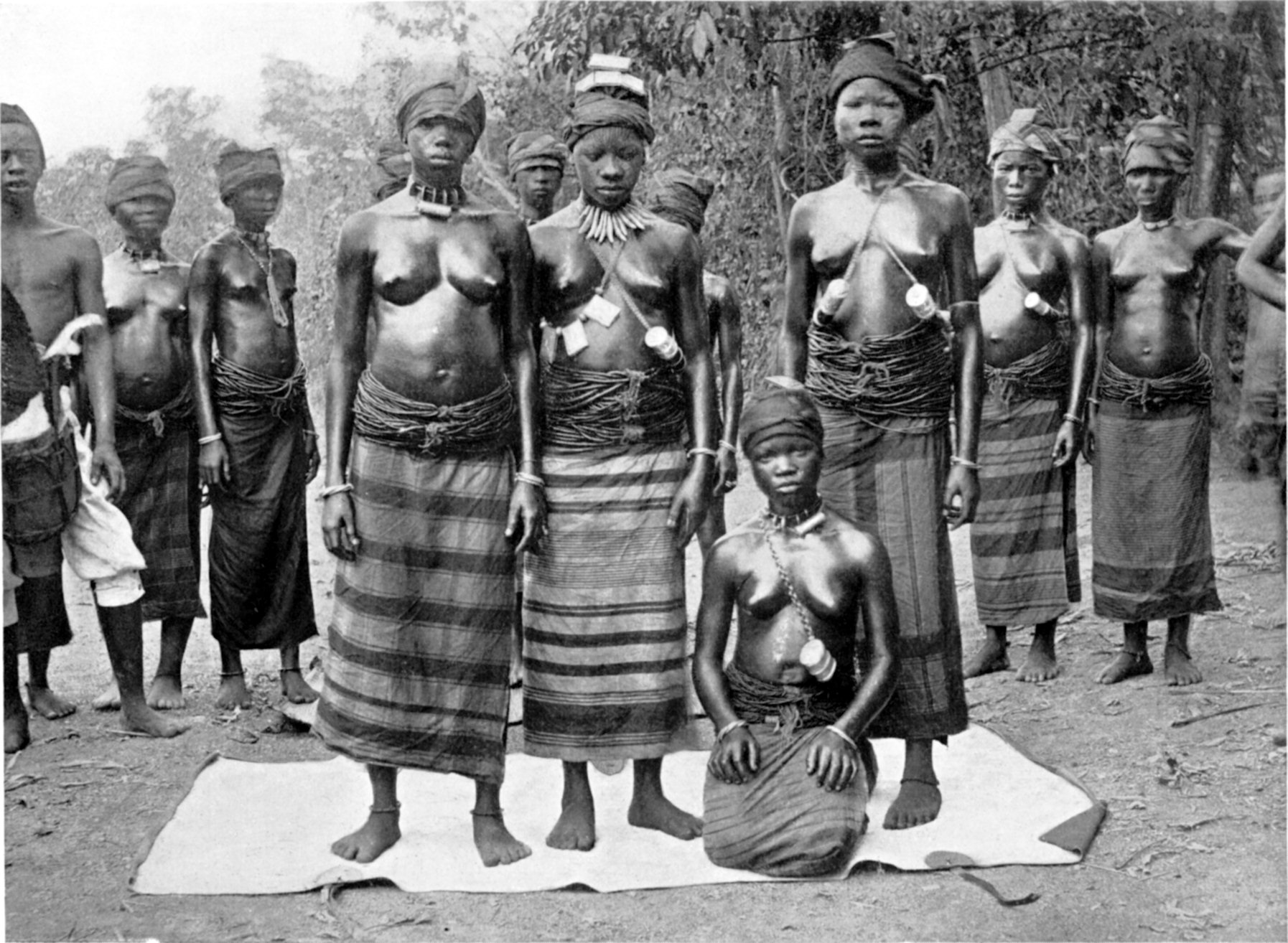
Initiées de la société Sande, Sierra Leone.

À l'issue de leur initiation, les jeunes femmes sont « lavées » de manière rituelle et elles retournent à la communauté en tant qu'adultes bonnes à marier. Elles émergent de la forêt vêtues de leurs plus beaux atours et portent de nouveaux noms qui témoignent qu'elles sont passées à l'âge adulte et qui sont représentatifs de leur rang dans la hiérarchie de la société rituelle. En quelques endroits, des scarifications en forme de dent permettent d'affirmer (affirmation soutenue par les non-initiées) que les jeunes filles ont été dévorées par un esprit de la forêt maintenant revenu à la communauté ; cependant, la mort et l'imagerie de la résurrection ne sont pas présentes de manière universelle dans toutes les formes d'initiation Sande.

### Signification symbolique
Le rituel d'initiation Sande est centré autour de plusieurs oppositions spatiales et temporelles, telles que celles entre village (espace public) et forêt (espace secret) et temps ancestral (sacré) et temps actuel (profane). La transformation morale de l'initiée, d'enfant à adulte, se déroule en trois étapes (novice → vierge → femme), marquées par les apparitions publiques à la ville ou au village. Un symbole clé est la traversée métaphorique de l'eau, royaume des ancêtres,.

## Tradition du masque au Liberia
En Afrique, d'une manière générale, les femmes ne portent pas de masques. Mais dans la région concernée, les plus nombreux et les plus importants des masques sont confectionnés pour être utilisés par les femmes de la société Sande. Plusieurs types de masques, certains en bois mais beaucoup en cuir, fourrures et tissu, sont utilisés en relation avec leur contrepartie masculine du rituel Poro. Les masques utilisés dans ces sociétés ont une iconographie commune à toute la zone, mais chacun est connu par un nom personnel qui lui est propre et qui correspond à la force spirituelle que lui accorde localement la société du Poro ou du Sande concernée.

### Iconographie des masques-heaumes Mendé et Vaï

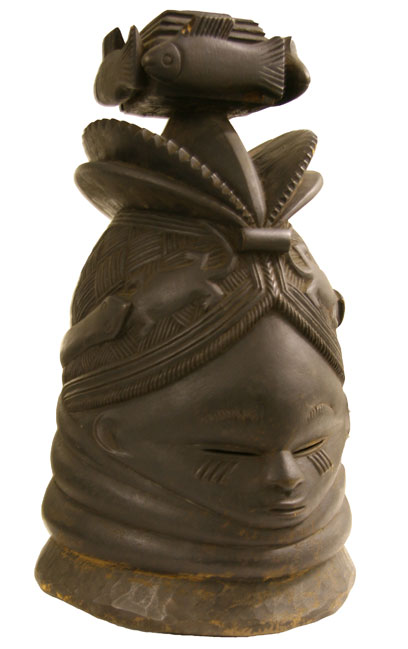
Masque Sowo, conservé au Victoria and Albert Museum, Londres (vers 1953).

Ce type de masque, souvent appelé bundu, est porté à l'occasion des cérémonies d'initiation célébrant une transition réussie vers la féminité. Chez les Mendé, « le terme sowo se réfère à la fois à l'entité surnaturelle qui symbolise la société secrète féminine et le danseur masqué dont le masque anthropomorphique noir et poli et le corps recouvert de raphia sont investis de sa présence et de son pouvoir. »
Outre son utilisation dans les cérémonies d'initiation des jeunes femmes, le masque sowo apparaît en public lors des événements importants tels que la visite d'importants dignitaires, le couronnement et les funérailles des chefs. À ces occasions, sa présence vise à affirmer l'importance de la cohésion de la communauté et la force politique de la société Sande.
D'après Dubinskas, les Mendé disent d'un masque sowo finement sculpté qu'il est nyande (bon, joli, beau et esthétiquement plaisant) lorsqu'il comprend les éléments suivants, chacun ayant une signification symbolique :
- un front haut : sagesse et intelligence ;
- des yeux baissés, somnolents : modestie ;
- une couleur noire brillante : mystère ;
- des anneaux au cou : santé et prospérité (symbolise aussi la mythique émergence de l'eau) ;
- des oiseaux : messagers entre esprits et humains ;
- des cauris : richesse ;
- du tissu blanc : pureté rituelle ;
- des poissons, serpents et tortues : la maison du sowo sur les rives ;
- des cornes d'antilopes et lasimo (texte) : « bonne médecine » (hale nyande) ;
- une marmite à trois pieds : représente le sowo comme dépositaire du savoir féminin et est un symbole domestique.

En sus, les yeux du masque doivent être légèrement surdimensionnés, pour indiquer la sagesse et le savoir, tandis que le nez et la bouche doivent être plus petits que ceux d'un être humain (canons de la beauté féminine chez les Mendé),.

## Alternance des rôles entre les sociétés Sande et Poro
Dans la région, la complémentarité des rôles féminins et masculins (Rôle de genre), évidente dans des activités telles que l'agriculture, la confection de tissus et les représentations musicales, atteint sa pleine expression. Les femmes Sande et les hommes initiés au Poro alternent à la tête de la gouvernance politique et rituel de « la terre » (concept qui embrasse le monde naturel et surnaturel) pour des périodes de trois et quatre ans, respectivement.
Durant la souveraineté Sande, tous les symboles de la société masculine sont bannis. À la fin de cette période de trois ans, le pouvoir change et passe aux mains des initiés du Poro pour quatre ans, après quoi le cycle recommence. L'alternance des cycles d'initiation, de trois ans pour les femmes et de quatre ans pour les hommes, est un exemple de l'utilisation des nombres 3 et 4 qui servent à indiquer le genre des personnes ; additionnés, leur total est 7, un nombre sacré dans la région,.

## Menaces de mort à l'encontre d'une journaliste libérienne
En 2012, la journaliste libérienne Mae Azango a reçu des menaces de mort de plusieurs sociétés Sande pour avoir relaté les pratiques de mutilations génitales féminines qu'elles perpétraient,.

### Crédits d'auteur
- (en) Cet article est partiellement ou en totalité issu de l’article de Wikipédia en anglais intitulé « Sande society » (voir la liste des auteurs).

### Traductions
1. ↑  (en) « The dancers all wore fetishes peculiar to the order, each having special significance. These consisted of several ropes of cane cut into beads and of rows of seeds which had been bored and filled with Bundu (Sande) medicine. »
2. ↑  (en) « Shortly after entering the Bundu bush, girls experience the surgery distinctive of a Bundu woman in which the clitoris and part of the labia are excised. It is a woman, the Majo (Mende), or head of a localized Bundu chapter, who usually performs this surgery. [A] Bundu woman told me that excision helps women to become prolific bearers of children. A Majo reputed 'to have a good hand' will attract many initiates to her Bundu bush, increasing her social influence in the process. Informants also said the surgery made women clean. »
3. ↑  (en) « learn little more than they already knew before they entered the bush ... or than they would learn at that stage of their lives if they did not become secret society members. »
4. ↑  (en) « the emphasis is not on learning new skills so much as on learning new attitudes toward their work. Instead of doing this work in the role of a daughter, they begin to anticipate the role of wife who must work cooperatively with her co-wives and her husband's female kin. »
5. ↑  (en) « There are pleasures to be enjoyed as well as ordeals, and the girls go gladly into the initiation grove. Food is plentiful since the initiation season occurs in the post-harvest dry season and each girl's family is obliged to send large quantities of rather special food into the initiation grove on her behalf. There are also special Bundu songs, dances and stories to be enjoyed around the fire in the evening. The stories usually end with an instructive moral linked to Bundu laws given to the living by ancestresses of the secret society. »